# Abre Hueso
Abre Hueso es una variedad cultivar de ciruelo (Prunus domestica), de las denominadas ciruelas europeas,
una variedad de ciruela que se cultiva en la zona española de Coin (Málaga), de la comunidad autónoma de Andalucía. Las frutas tienen un tamaño de pequeño a muy pequeño, color de piel amarillo, y pulpa de color amarillo claro, del mismo tono que la piel, transparente con textura blanda, semi pastosa, fibrosa, y tiene un sabor agradable, pero soso.

## Historia
'Abre Hueso' variedad de ciruela cuyos orígenes se localizan en la zona española de Coin (Málaga), de la comunidad autónoma de Andalucía.
'Abre Hueso' está cultivada en el banco de germoplasma de cultivos vivos de la Estación experimental Aula Dei de Zaragoza. Está considerada incluida en las variedades locales autóctonas muy antiguas, cuyo cultivo se centraba en comarcas muy definidas, que se caracterizan por su buena adaptación a sus ecosistemas, y podrían tener interés genético en virtud de su características organolépticas y resistencia a enfermedades, con vista a mejorar a otras variedades.

## Características
'Abre Hueso' árbol de porte extenso, moderadamente vigoroso, erguido. Las flores deben aclararse mucho para que los frutos alcancen un calibre más grueso. Tiene un tiempo de floración que comienza a partir del 16 de abril con el 10% de floración, para el 20 de abril tiene una floración completa (80%), y para el 29 de abril tiene un 90% de caída de pétalos.
'Abre Hueso' tiene una talla de tamaño pequeño a muy pequeño, de forma elíptica u ovalada, generalmente asimétrica, con un lado más largo que el otro, presentando depresión bastante marcada a lo largo de la línea de sutura, con frecuencia, tan hundida que casi parte el fruto, formando dos labios muy pronunciados, con la parte opuesta a la sutura aplastada;epidermis tiene una piel recubierta de pruina blanquecina, no se aprecia pubescencia, su color es amarillo verdoso o dorado, con manchas atigradas de color oliváceo, más compactas en la zona ventral y en la parte dorsal, presentando punteado blanquecino, poco perceptible excepto en las zonas atigradas en que es verde; pedúnculo corto o mediano, de calibre fino, sin pubescencia, bastante adherido al fruto, siendo su cavidad  peduncular donde se inserta muy estrecha, bastante profunda, muy rebajada en la sutura y levantada en el lado opuesto;pulpa de color amarillo claro, del mismo tono que la piel, transparente con textura blanda, semi pastosa, fibrosa, y tiene un sabor agradable, pero soso.
Hueso adherente, de tamaño pequeño, elíptico, con la zona ventral muy ancha y aplastada, en los frutos en que la sutura está hundida, el hueso se abre por la mitad.
Su tiempo de recogida de cosecha se inicia en su maduración en la tercera decena de junio.

## Usos
Se utiliza para su consumo en fresco, así mismo la ciruela 'Abre Hueso' se utiliza en pastelería y en la elaboración de mermeladas.